# Femme de Tepexpan
La Femme de Tepexpan est le nom donné à un squelette humain fossile découvert en février 1947 par le géologue allemand Helmut de Terra (en) près de Tepexpan, dans l'État de Mexico, au Mexique. Il est daté de l'Holocène, sans qu'une datation plus précise fasse consensus.

## Historique

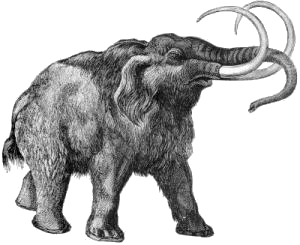
Mammouth

Le lac Texcoco et la vallée de Mexico vers 1519

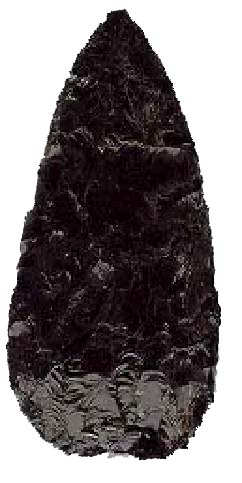
Pointe lithique bifaciale, région de Mexico

Les ossements de la Femme de Tepexpan reposaient à 48 cm de profondeur dans la rive asséchée de l'ancien lac Texcoco. Le corps a été découvert à proximité immédiate d'ossements de mammouth. Le squelette humain fut baptisé en 1947 par Helmut de Terra Homme de Tepexpan. Il s'avéra par la suite être celui d'une femme.

## Descriptif
La Femme de Tepexpan avait une taille de 1,68 m. Elle devait être âgée entre 35 et 45 ans lors de sa mort.
La morphologie crânienne inclut un menton saillant, des arcades sourcilières peu prononcées, une boîte crânienne avec un front quelque peu incliné.

## Datation
La datation du fossile demeure controversée. Les premières analyses au radiocarbone donnèrent d'abord un âge d'environ 11 000 ans avant le présent. L'université britannique de Bristol étudia des éléments épars, et établit, au moyen de la datation par l'uranium, des dates allant de 8 000 à 5 000 ans. D'autres analyses donnèrent ensuite une fourchette de dates de 12 000 à 10 000 ans.
Une étude de 2009 lui donne un âge de seulement 4 700 ans, au moyen d'une datation par les isotopes de l'uranium.
Néanmoins, toutes les propositions de datation placent le fossile durant l'Holocène.
D'autres fossiles humains anciens ont été trouvés au Mexique, notamment la Femme de Peñón, l'Homme de Tlapacoya, l'Homme du métro Balderas, et l'Homme de Chimalhuacán, d'âge également Holocène, mais dont la datation précise est également controversée.